# Euselenops luniceps
Genre
Euselenops luniceps est une espèce de mollusques de la famille des Pleurobranchaeidae et de l'ordre des Pleurobranchomorpha.

## Aire de répartition
Cette espèce se rencontre dans toute la région tempérée chaude et tropicale de l'Indo-Pacifique depuis les côtes d'Afrique du Sud et de Tanzanie jusqu'à l'Archipel d'Hawaï. Elle est par exemple présente sur les côtes d'Australie, de Papouasie-Nouvelle Guinée et des Îles Andaman. Elle a été observée à Singapour et est présente à La Réunion, à Mayotte et en Nouvelle-Calédonie.

## Description

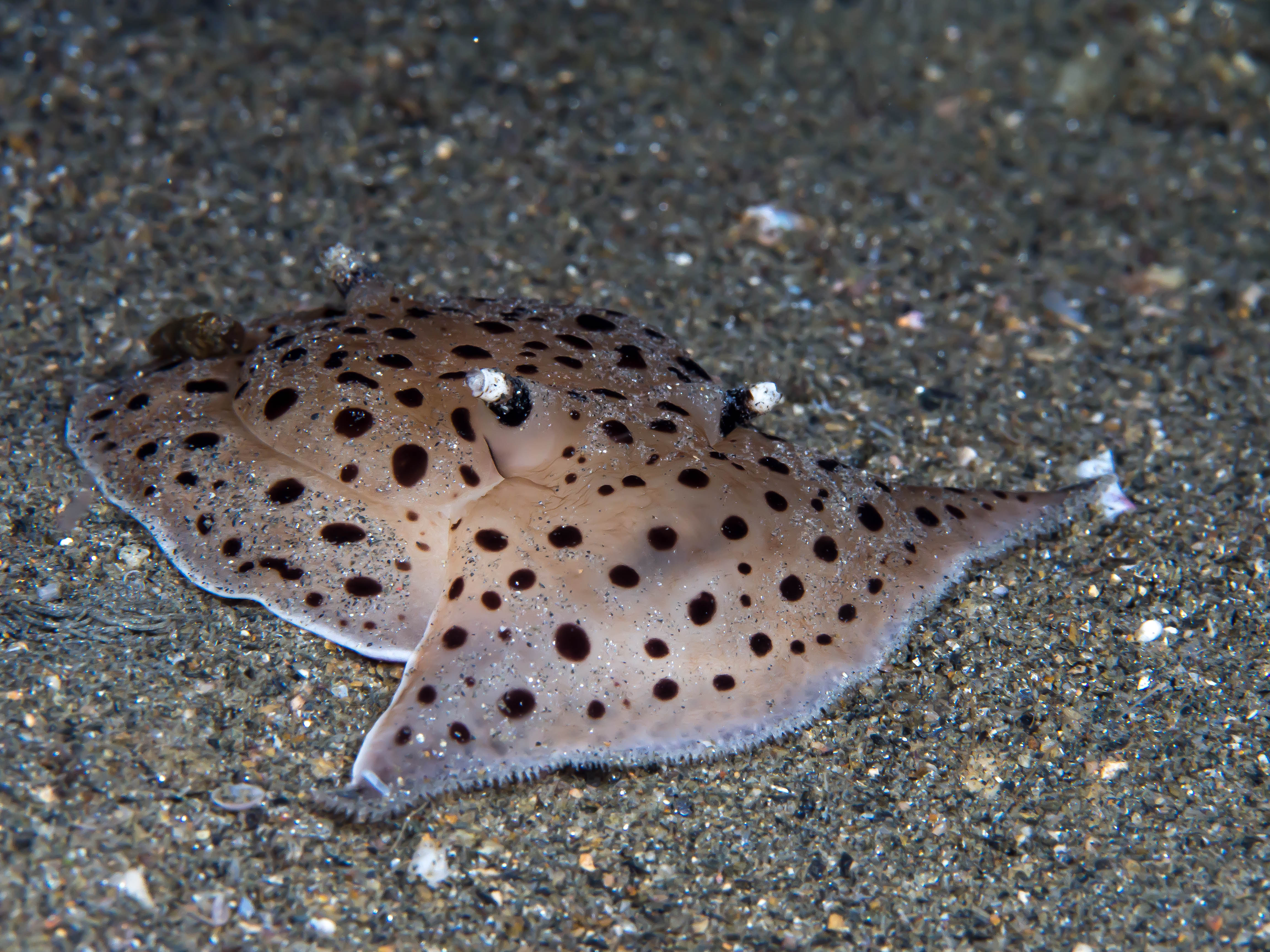
Euselenops luniceps (Philippines)

Le corps est très court, large et très déprimé avec le pied dépassant largement le manteau sur les côtés et à l'arrière. La face supérieure est pourpre pâle et charnue et tachetée de manière éparse de taches angulaires pourpres noirâtre. La face inférieure du bouclier de la tête est densément tachetée de pourpre. Le pied est pourpre foncé, plus clair vers l'avant et vers la ligne médiane. Une large bande noire entoure la base de chacun des rhinophores et du siphon excurrent qui sont d'un blanc opaque au-delà.
Le voile est très large. Il présente une forme de croissant produit en longs processus sur les côtés.Il possède de courtes extensions tentaculaires latérales et ventralement de nombreux tubercules proéminents. Il porte de nombreuses et fines papilles sensorielles. Le manteau est plié en un siphon excurrent permanent derrière. Le pied est large, émarginé ou largement arrondi à l'avant et à l'arrière et la plante présente une ligne médiane imprimée.

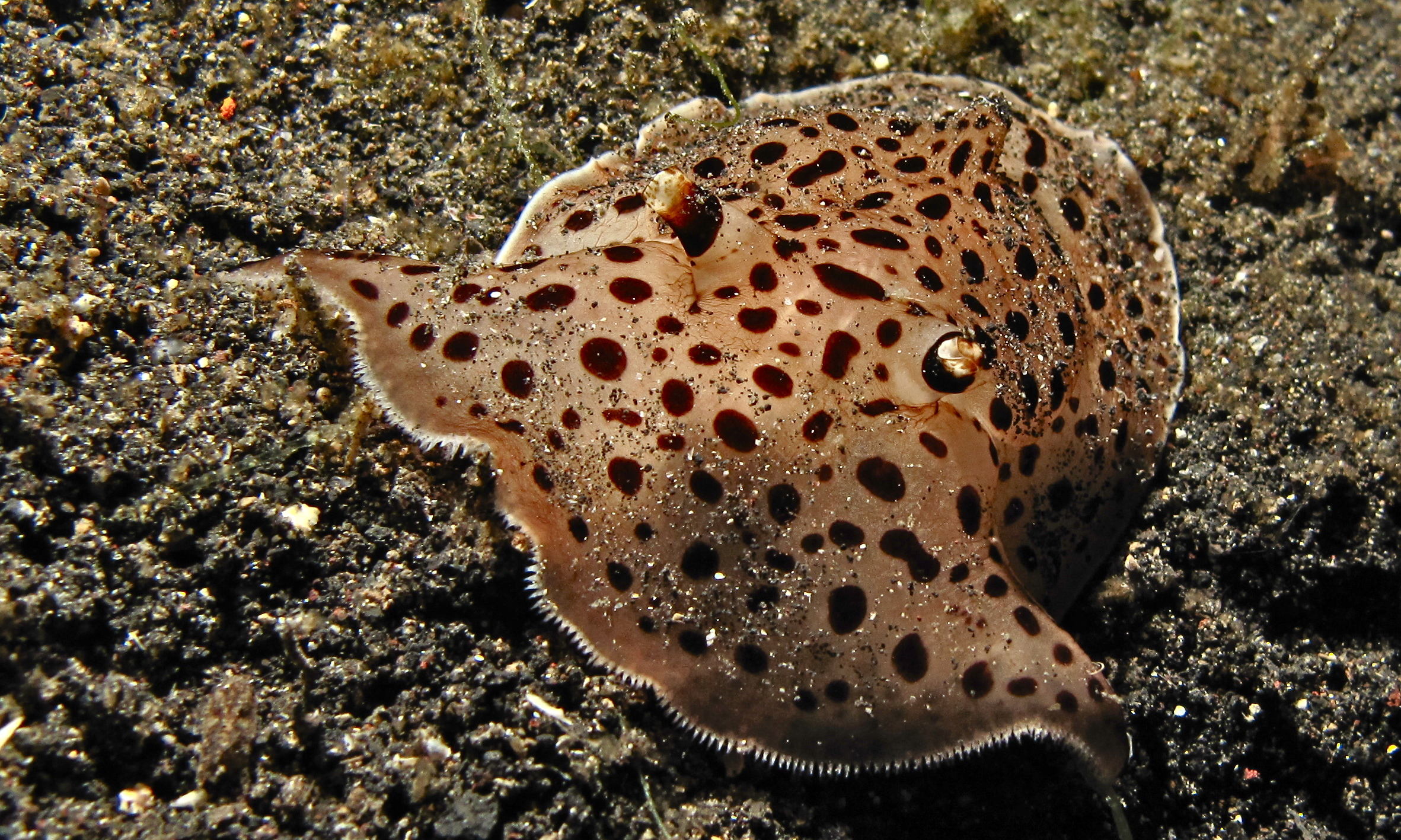
Vue de face

Les tentacules sont courts et tronqués. Les rhinophores prennent naissance près du bord antérieur du manteau. Les branchies possèdent une double rangée de tubercules le long du rachis.
Le rostre est mince et capable d'une grande extension. La formule radulaire est 78 x194.0.194. Les dents unicuspides sont fines et réduites près de la ligne médiane et deviennent plus grandes vers les côtés où elles peuvent atteindre 170 μm de longueur et elles redeviennent petites près des marges. Les éléments mandibulaires mesurent 45 μm de long et présentent une rangée de denticules arrondis sur la partie supérieure.

## Habitat
Cette espèce vit comme toutes les Pleurobranchaeidae dans des habitats marins à fond mou.

## Comportement
Euselenops luniceps est un animal principalement nocturne. Il affectionne les substrats sableux dans des conditions modérément abritées et peut s'enterrer de manière à ce que seuls ses rhinophores et son siphon dépassent de la surface du sédiment afin d'échapper aux prédateurs. Il émerge des sédiments la nuit et se déplace sur le benthos à la recherche de proies. Au cours des dernières années, en Australie, des plongeurs nocturnes ont signalé de grandes agrégations avec plus de jusqu'à 200 individus observés en une seule plongée.

## Alimentation
Cette espèce est supposée se nourrir d'invertébrés vivant dans le sable et a été observée se nourrissant d'ophiures.

## Reproduction

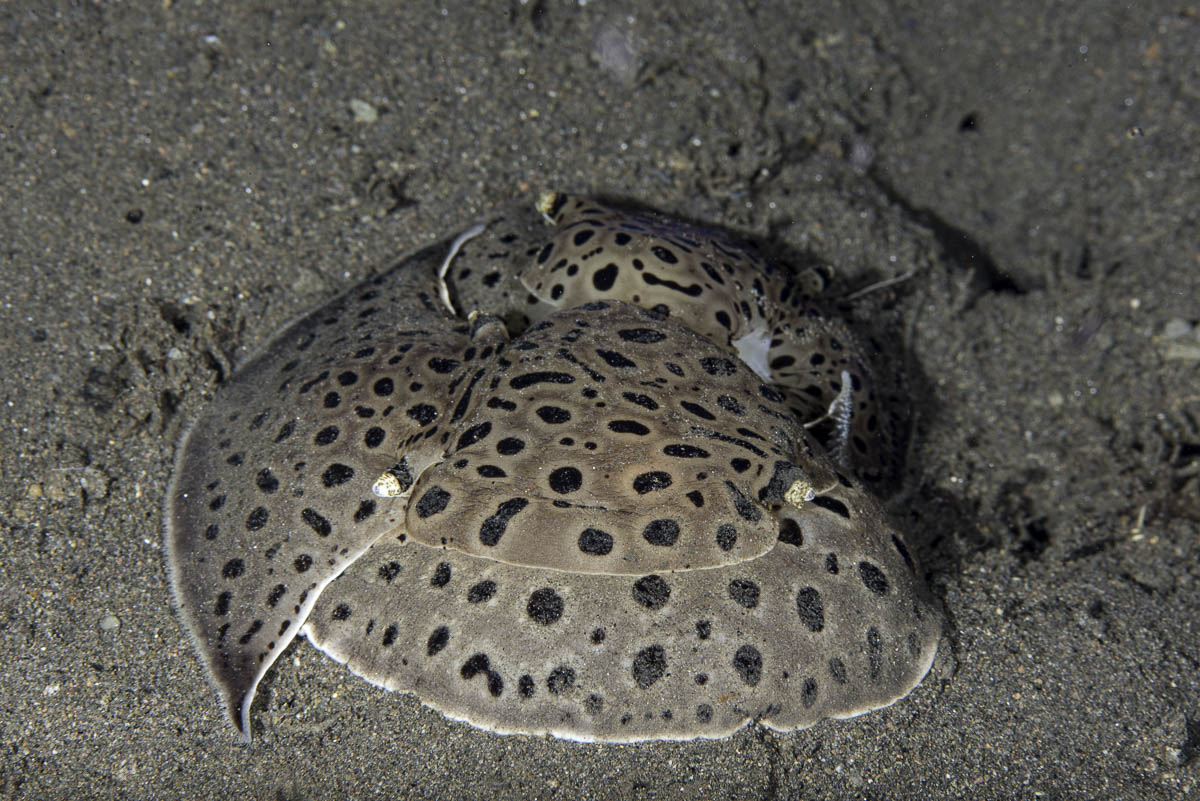
Accouplement

Cette espèce hermaphrodite est androdiaulique (avec une ouverture pénienne individuelle), caractère considéré comme plésiomorphe et caractéristique des Pleurobranchaeidae.

## Taxonomie
L'espèce Euselenops luniceps a été nommée et décrite par l'entomologiste français Georges Cuvier en 1816 sous le protonyme Pleurobranchus luniceps. Elle a été transférée dans le genre Euselenops par Henry Augustus Pilsbry en 1896 et en est l'espèce type.

### Publication originale

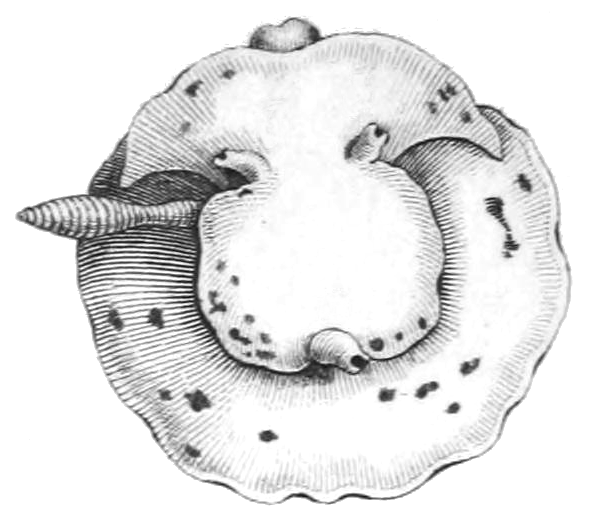
Image retouchée de la gravure de la planche XI de la publication de Cuvier

- Cuvier G. 1816 [1817]. Le règne animal distribué d'après son organisation, pour servir de base à l'histoire naturelle des animaux et d'introduction à l'anatomie comparée. Tome 4, 255 pages, 15 pl. Deterville, Paris. (p.186)

Le travail de Georges Cuvier est généralement daté de 1817, date figurant sur le tome 4 du règne animal, mais a été publié en 1816, date qui devrait faire référence.

## Euselenops lunicepset l'Homme
Le potentiel anti-microbien de cette espèce pourrait être d'intérêt pour l'industrie pharmaceutique.